# 부론손
부론손 (武論尊)（ぶろんそん、본명：岡村 善行（오카무라 요시유키, 남성, 1947년 6월 6일 ~ )은 일본 만화가이다. 혈액형은 O형이며, 다른 펜네임은 후미무라 쇼 (史村 翔)이다.
대표작으로 도베르만 형사 (ドーベルマン刑事), 북두의 주먹 (北斗の拳), 생크추어리 (サンクチュアリ) HEAT 작열 (HEAT-灼熱- ) 등이 있다.

## 내력・인물
나가노현 미나미사쿠군 노자와초（현 사쿠시）출신이다.가난한 농가의 막내로 사쿠시립 노자와중학교를 졸업한 후 고등학교에 진학하지 않고 15세 때 자위대 학생으로 구마가야기지 항공자위대에 입대했다.자위대 시절에는 삼등공조로 후쿠오카현과 사가현의 경계에 있는 항공자위대 척진산 레이더 기지에서 근무. 요도호 사건 발생시에도 레이더 운용을 실시하고 있었다.
7년간 재직한 자위대를 제대 후 컴퓨터 전문학교에 다녔지만 1971년 말쯤 자위대 생도 시절 동기였던 모토미야 히로시의 일터에 어시스턴트로 굴러든다. 하지만 그림은 서툴러서 대낮부터 마작만 하고 있었다고 한다. 사람들이 좋아하는 입담이 뛰어났던 것과 본궁이 『무사시』를 연재할 때의 자료 수집이 정성스러웠기 때문에 담당 편집자인 니시무라 시게오로부터 지남을 받아 만화 원작자로 가는 길을 소개받는다.
1972년에 주간 소년 점프 (집영사) 게재한 「고로군 등장」(작화:하세베 요시)으로 원작자로 데뷔한다. 한동안 원작자로서 성공하지 못하고, 내는 작품도 단기 중단이 계속 되고 있었지만, 1975년, 히라마츠 신지와 짠 「도베르만 형사」(주간 소년 점프)가 히트.인기 원작자의 반열에 오른다.
1983년, 편집자인 호리에 노부히코에 부탁 받고 『 북두의 권 』(주간 소년 점프)의 원작을 담당하며 대히트작이 된다.
1990년, 이케가미 료이치 (池上遼一と組み) 와 짜 「생크츄어리」 ( 빅 코믹 스펠리오르)를 연재한 이후 이케가미의 만화 원작을 많이 다룬다.
2017년 7월 20일, 「진학이 곤란한 젊은이에게, 면학에 힘써 꿈을 이루어 주었으면 한다」라고, 출신지의 사쿠시에 4억엔을 기부한다. 이를 바탕으로 사쿠시는 장학 기금을 설립한다. 동시에 만화가와 만화 원작자를 목표로 하는 젊은이들을 대상으로 한다"부론 손 100시간 만화 학원"이 개강된다. 운영비는 무론존 본인이 부담하는 형식이었다.

## 인물
「북두의 주먹」의 파칭스 로 등, 그들에 대한 판권 허락 요망 등에는 유연한 대응을 나타내는 한편, 그것이 대사의 개편을 포함한 「오리지널의 변경」을 수반하는 경우는 엄격한 자세로 임하는 것으로도 알려져 있다. 이 대응에는 인터뷰에서 작화자 및 독자에 대한 당연한 배려라고 밝힌 바 있다.
대형 안티 거인으로 주간 영매거진의 좋아하는 TV 프로그램 질문에 요미우리의 패배 경기라고 답했다.
유례없는 경마를 좋아하며 많은 기수와도 친분이 있다.지방경마, 중앙경마 마주 자격도 취득했다.

## 펜네임
부론손의 필명은 본궁 프로에서 거후할 때 영화 안녕을 보러 갔다가 찰스 브론슨을 닮았다는 얘기가 돼 본궁 프로 스태프들로부터 브론슨의 별명으로 불리게 됐고 부짱이라는 별명으로 자리 잡았기 때문에 데뷔 때 한자를 붙여 무론존이라고 했다. 더 닮았다고 말하기 시작한 것은 자칭답게 다른 스태프에게 말하게 한 것이 시작이라는 것이다.男臭い사내답지 않은 호쾌한 작품이 많은 그의 필명으로서는 결과적으로 딱 들어맞았다.
「시무라 쇼」의 필명은, 1973년에 「주간 소년 매거진」에서 시리즈 연재한 「구호전」 때에, 본명인 오카무라 요시유키를 로마자 「OKAMURA YOSHI YUKI」로 해, 그 알파벳부터 재조합해 만든 「SHIMURA SYO」(시무라 쇼)에 한자를 맞춘 것이 처음으로 고안되었다. 고단샤의 담당이 '시'에 해당하는 한자를 '사'로 변경하여 '후미'로 읽을 것을 제안하여 '시무라 쇼'로 결정되었다.
작품에 따라 「무론존」과 「시무라 쇼」의 명의를 구분해 사용한다. 이는 인기 만화였던 도베르만 형사 연재 중 주간소년점프 편집부가 타지에서 연재를 불허하는 전속계약 체결을 요구했으나 타지에서라도 하고 싶은 일(팬텀 무뢰)이 있어 거부하고 옥신각신한 것이 원인이다. 결국 프리 그대로 '도베르만 형사'를 계속하게 됐고, '무론존' 명의로는 주로 집영사 연재로, '시무라 쇼' 명의로는 집영사 이외 연재로 구분하게 됐다. 그러나 「strain」집필시에 작화 담당인 이케가미 료이치로부터 리퀘스트를 받아 「무론존」명의를 사용한 후에는, 액션계의 작품에서는 「무론존」, 그 이외에서의 코미디계나 시리어스계의 작품에서는 「시무라 쇼」와 작풍에 의해서 구분하고 있다. 근년의 일은 「무론존」명의가 많아지고 있기 때문에, 교제가 오래된 편집자에게서는 「시무라씨」, 젊은 편집자에게서는 「부선생님」이라고 불리는 일이 비교적 많다고 한다.

## 원작 작품 목록

### 부론손 명의
- 五郎くん登場（画:ハセベ陽、1972年1号（読切31p）、週刊少年ジャンプ、集英社） - 原作者デビュー作。
- クライムスイーパー（画:逆井五郎、1973年、週刊少年ジャンプ、集英社）
- ピンク!パンチ!雅（画:逆井五郎、1974年、週刊少年ジャンプ）
- ドーベルマン刑事（画:平松伸二、1975年 - 1979年、週刊少年ジャンプ） - 初のヒット作。
- 影の戦闘隊（画:南一平、1978年 - 1980年、月刊少年ジャンプ、集英社）
- 花盛りまっしぐら（画:政岡としや、1979年 - 1980年、月刊少年ジャンプ、集英社）
- ビッグガン（画:門馬もとき、1980年、週刊少年ジャンプ）
- ホールドアップ!（画:弓月光、1981年 - 1982年、マーガレット、集英社）
- マッド・ドッグ（画:鷹沢圭、1983年、週刊少年ジャンプ） - 本作や『北斗の拳』は、中越戦争直後のカンボジアへ旅行した経験から書かれている。
- 北斗の拳（画:原哲夫、1983年 - 1988年、週刊少年ジャンプ）
- マンモス（画:小成たか紀、1984年 - 1988年、月刊少年ジャンプ）
- まじだよ!!（画:弓月光、1987年 - 1988年、月刊少年ジャンプ）
- 王狼（画:三浦建太郎、1989年、月刊アニマルハウス、白泉社）
- 王狼伝（画:三浦建太郎、1990年、月刊アニマルハウス）
- ジャパン（画:三浦建太郎、1992年、ヤングアニマル、白泉社）
- むしむしころころ（画:あだちつよし、1993年 - 1996年、スーパージャンプ、集英社）
- strain（画:池上遼一、1996年 - 1998年、ビッグコミックスペリオール、小学館）
- チェイス-追跡-（画:原哲夫、1997年No.2（巻頭カラー読切40p）、MANGAオールマン、集英社）
- HEAT -灼熱-（画:池上遼一、1998年 - 2004年、ビッグコミックスペリオール）
- GO FOR ぶれいく（画:あだちつよし、2000年、スーパージャンプ）
- ライジング・サン（画:松浦聡彦、2001年、週刊少年サンデー、小学館）
- 蒼天の拳（監修担当、画:原哲夫、2001年 - 2010年、週刊コミックバンチ、新潮社）
- 白い夏（画:あだち充、2002年36・37合併号（巻頭カラー読切51p）、週刊少年サンデー、小学館）
- G -GOKUDO GIRL-（画:原秀則、2002年 - 2004年、週刊ヤングサンデー、小学館）
- 覇-LORD-（画:池上遼一、2004年 - 2011年、ビッグコミックスペリオール）
  - SOUL 覇 第2章（画:池上遼一、2011年 - 2013年、ビッグコミックスペリオール）
- DOG LAW（画:上條淳士、2008年 - 2009年、ビッグコミックスピリッツ・YSスペシャル、小学館）
- FULL SWING（画:マツセダイチ、2010年 - 2012年、ゲッサン、小学館）
- 六文銭ロック（画:池上遼一、2013年 - 2017年、ビッグコミックスペリオール、小学館）
- Too BEAT（画:吉田史朗、2021年 - 、ビッグコミック増刊、小学館）

### 후미무라쇼오 명의
- 球豪伝（画:増本繁行、守谷哲巳、大東豊治、関谷ひさし、1973年、週刊少年マガジン、講談社）
- 白球水滸伝 ほえろ竜（画:蛭田充、1975年、少年アクション、双葉社）
- リングのタカ王（画:桑田次郎、1975年、月刊少年マガジン、講談社）
- 大器のマウンド（画:岩崎健二、1977年 - 1978年、週刊少年マガジン）
- ファントム無頼（画:新谷かおる、1978年 - 1984年、週刊少年サンデー増刊号、小学館） - 史村名義での初ヒット。航空自衛隊勤務時代の経験を基に執筆。
- 素晴らしきバンディッツ（画:峰岸とおる、1979年 - 1980年、週刊少年マガジン、講談社）
- Oh! タカラヅカ（画:小野新二、1980年 - 1983年、週刊ヤングマガジン、講談社） - 『週刊ヤングマガジン』創刊から連載。美保純主演で映画化されたピンクコメディ。
- 天まであがれ（画:金井たつお、1981年 - 1982年、週刊少年サンデー）
- 列島198X（画:沖一、1981年 - 1982年、週刊ヤングマガジン）
- ワイルドウェイ（画:井上大助、週刊少年マガジン）
- 酎ハイれもん（画:しのはら勉、1982年 - 1984年、週刊ヤングマガジン）
- バージンによろしく（画:守村大、モーニング、講談社）
- ASTRONAUTS（画:沖一、1984年 - 1986年、週刊ヤングマガジン）
- Dr.クマひげ（画:ながやす巧、1985年 - 1988年、週刊ヤングマガジン）
- SHOGUN（画:所十三、1988年 - 1991年、週刊少年マガジン）
- 異流人（画:岡村賢二、1989年、週刊ヤングサンデー）
- ファイナルワン（1989年、週刊少年サンデー）
- 右向け左!（画:すぎむらしんいち、1989年 - 1991年、週刊ヤングマガジン） - 『ファントム無頼』とは別角度から書いたボンクラ自衛隊もの。
- サンクチュアリ（画:池上遼一、1990年 - 1995年、ビッグコミックスペリオール）
- ハワイアンスカイ（画:若林健次、ミスターマガジン、講談社）
- パッパカパー（画:水野トビオ、1992年 - 1994年、週刊ヤングマガジン）
- 田園いなご組（画:相馬雅之、1994年、週刊ヤングマガジン）
- 打ちてし止まん（画:直木ミッチー、ヤングマガジン増刊エグザクタ、講談社）
- オデッセイ（画:池上遼一、1995年 - 1996年、ビッグコミックスペリオール）
- 天空忍伝バトルボイジャー（画:結賀さとる、1995年 - 1997年、月刊少年ガンガン、エニックス）
- ラフストーリー（画:水野トビオ、1997年、週刊ヤングマガジン）
- G-HARD（画:所十三、1998年 - 1999年、週刊少年マガジン）
- さんぴんぶれいく（画:山本隆一郎、1998年 - 1999年、ヤングマガジンアッパーズ、講談社）
- フーセン（画:水野トビオ、ヤングマガジンアッパーズ）
- SILENCER（画:ながてゆか、2012年 - 2014年、ビッグコミックスペリオール）
- BEGIN（画:池上遼一、2016年 - 2020年、ビッグコミックスペリオール）

## 기타

### 싱글
어떤 사람이나 일에 대한 말
（c/w）여자 싱글 레코드. 남십자 음악 출판 제작. 본인 가창